# Richard Grosvenor, 2:e markis av Westminster

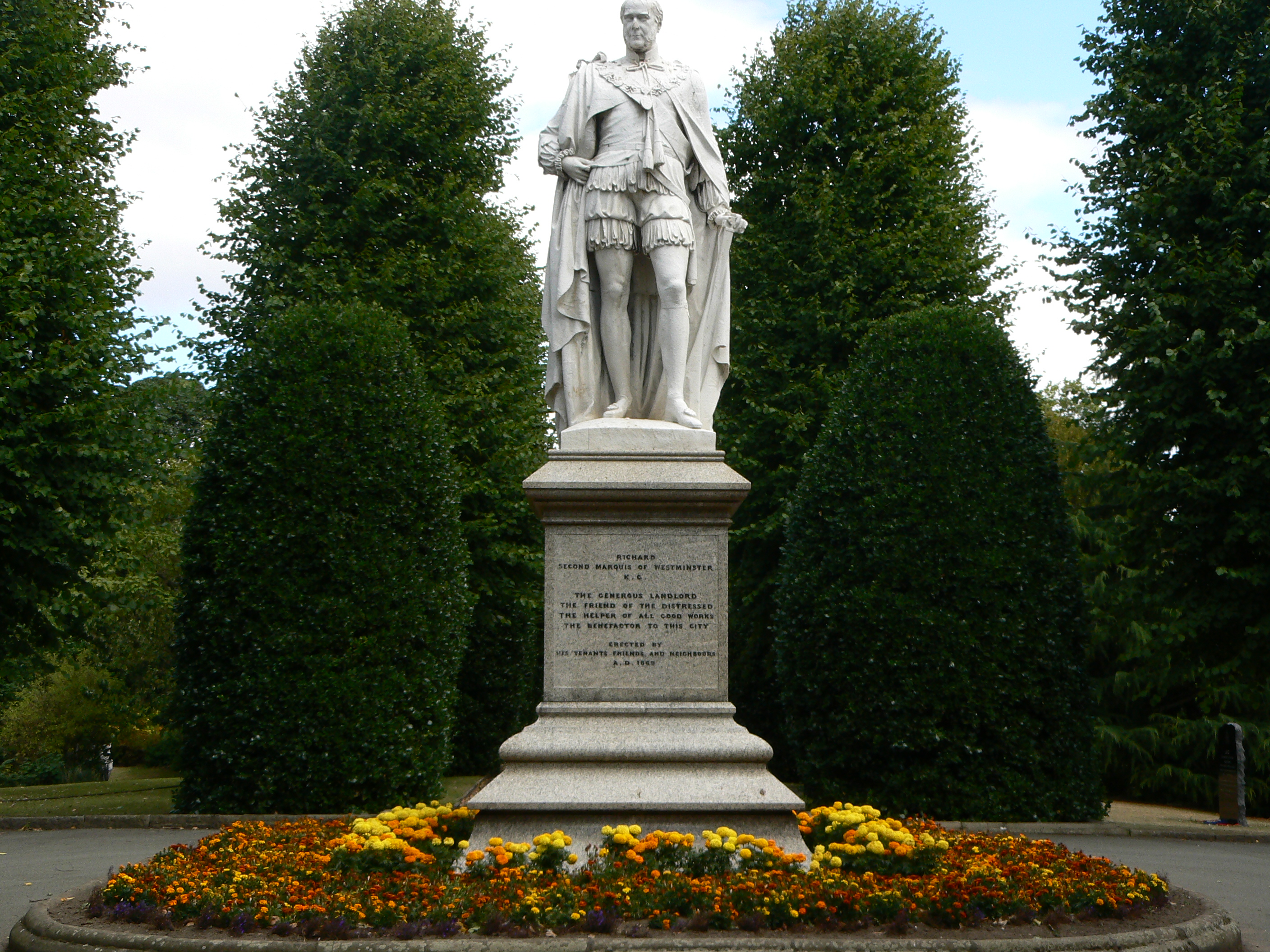
Richard Grosvenor, staty i Chester

Richard Grosvenor, 2:e markis av Westminster, född 1795, död 1869, var parlamentsledamot för Chester 1818-1830 och för Cheshire 1830-1835. Han var dessutom sysselsatt med att utöka sitt fastighetsbestånd i London, där han bland annat lät bebygga den av fadern planerade stadsdelen Belgravia.
Richard Grosvenor var son till Robert Grosvenor, 1:e markis av Westminster (1767-1845) och Lady Eleanor Egerton och gift 1819 med lady Elizabeth Mary Leveson-Gower, dotter till George Leveson-Gower, 1:e hertig av Sutherland. 

## Barn
- Lady Jane Louisa Octavia Grosvenor (d. 1912),  gift 1:o 1855 med Gamel Augustus Pennington, 4:e baron Muncaster (1831-1862) . Gift 2:o 1863 med Hugh Barlow Lindsay
- Lady Eleanor Grosvenor (1820-1911) , gift 1842 med Algernon Percy, 4:e hertig av Northumberland
- Lady Mary Francis Grosvenor (1821-1912) gift med Thomas Augustus Wolstenholme Parker, earl av Macclesfield (1811-1896)
- Lady Elizabeth Grosvenor (1824-1899) , gift med Beilby Richard Lawley, 2:e baron Wenlock (1818-1880)
- Hugh Lupus Grosvenor, 1:e hertig av Westminster (1825-1899)
- Lady Caroline Amelia Grosvenor (1828-1906), gift med William Henry Leigh, 2:e baron Leigh of Stoneleigh (1824-1905)
- Lady Agnes Grosvenor (1831-1909) , gift 1:o 1858 med sir Archibald Islay Campbell of Succoth (1825-1866). Gift 2:o 1871 med Dr. Philip Frank.
- Lady Octavia Grosvenor (1829-1921) , gift med översten sir Michael Robert Shaw-Stewart (1832-1903)
- Lord Gilbert Norman Grosvenor (1833-1854)
- Lord Richard de Aquila Grosvenor, Baron Stalbridge (1837-1912) , gift 1:o 1874 med Hon. Beatrice Charlotte Elizabeth Vesey (d. 1876) . Gift 2:o 1879 med Eleanor Francis Beatrice Hamilton Stubber (d. 1911) .
- Lady Theodora Grosvenor (1840-1924) , gift 1877 med Thomas Merthyr Guest (1838-1904)